# 아메리카나 (상파울루주)

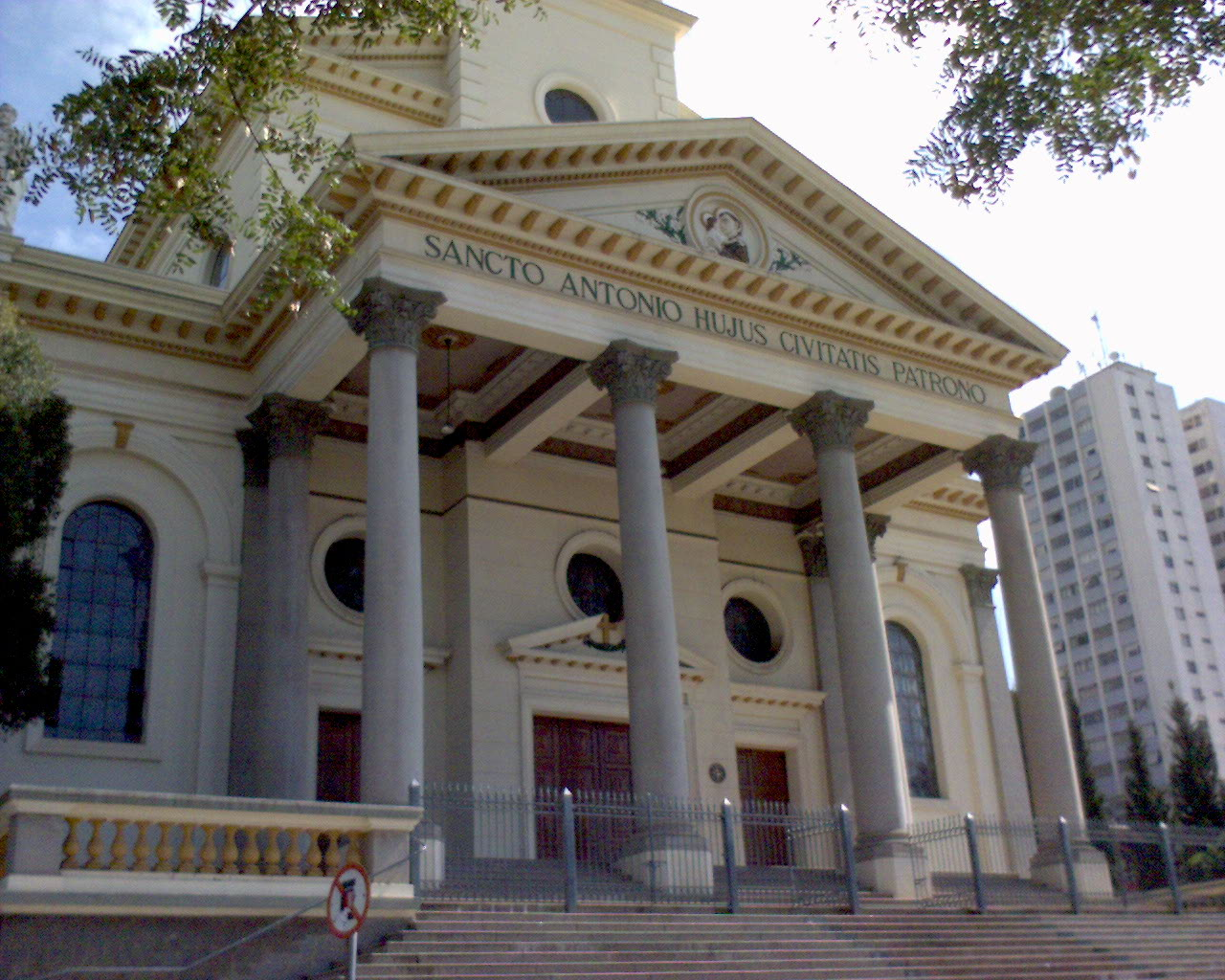
아메리카나 산투 안토니우 교회

아메리카나의 위치

아메리카나(포르투갈어: Americana)는 브라질 상파울루주의 도시로 면적은 133.91km2, 높이는 569m, 인구는 229,322명(2015년 기준), 인구 밀도는 1,700명/km2이다.
1866년 미국 남북 전쟁이 종식된 이후에 브라질로 이주한 옛 아메리카 연합국 출신 미국인들에 의해 설립되었다. 1875년에 철도역이 개통되면서 시로 승격되었으며 목화 가공 시설이 들어서면서 크게 성장했다.

시기
시 문장